# Дзекун, Александр Иванович
Александр Иванович Дзеку́н (род. 15 декабря 1945 года, с. Ольгинка, Сталинская область) — советский, российский и украинский театральный режиссёр. Народный артист РСФСР (1991). Лауреат Государственной премии РСФСР им. К. С. Станиславского (1988) и Национальной премии Украины им. Т. Шевченко (2008).

## Биография
Александр Дзекун родился 15 декабря 1945 года в селе Ольгинка (ныне Волновахского района Донецкой области Украины).
По окончании 8 классов средней школы поступил на режиссёрское отделение Днепропетровского театрального училища. По окончании Днепропетровского училища в 1966 году Александр Дзекун был распределён в Кировоградскую областную филармонию артистом разговорного жанра. Тогда же Александр Иванович пробовал поступить на режиссёрский факультет КГТИ имени И. К. Карпенко-Карого, но в приёме было отказано.
В составе концертной бригады Кировоградской филармонии объездил всю Украину. Затем отслужил срочную службу в Советской Армии. После демобилизации, Александр Дзекун возвратился в Волноваху, где стал руководителем театрального коллектива в районном доме культуры. Через несколько лет возглавляемый им коллектив получил статус народного театра. Дзекун отправился поступать в ЛГИТМиК.
В 1974 году окончил режиссёрский факультет ЛГИТМиКа, его педагогами были Александр Музиль, Владимир Эренберг, Евгений Злобин. Дипломный спектакль Александр Дзекун должен был ставить в Риге, в Рижском театре русской драмы. Первоначально Дзекун ставил спектакль по пьесе Л. Зорина «Транзит», но по политическим соображениям репетиции были прерваны (идеологи КГБ сочли и эту пьесу «порочащей честь советских руководителей»), и пришлось приступить к репетициям пьесы о рабочем классе Векслера и Мишарина «День деньской».
В 1974 году Дзекун по распределению поехал работать в Саратовский театр драмы им. Слонова.
С 1974 года работал очередным режиссёром в Саратовском академическом театре драмы, затем, в 1982 году стал главным режиссёром театра. С 1991 по сентябрь 1997 года был художественным руководителем театра. На сцене Саратовского академического театра драмы Александр Иванович поставил свыше 50 спектаклей.
Яркие работы Дзекуна взбудоражили театральную общественность, заставили критику говорить о Саратовском театре драмы, как о ярком самобытном явлении в театральной жизни России. Театр начали приглашать на престижные международные фестивали, где театр неоднократно становился победителем.

## Признание и награды
- 1985 — Заслуженный деятель искусств РСФСР (1985)[1]
- 1988 — Государственная премия РСФСР имени К. С. Станиславского — за постановку спектакля «Жили-были мать да дочь» по Ф. А. Абрамову[1]
- 1991 — Народный артист РСФСР[1]
- 2000 — Лауреат премии «Киевская пектораль» в категориях «Лучший спектакль драматического театра» и «Лучшая режиссёрская работа» (спектакль «Брат Чичиков»)
- Национальная премия Украины в области литературы и искусства имени А. Котляревского
- 2008 — Национальная премия Украины имени Тараса Шевченко — за постановку спектакля «Берестечко» по Л. В. Костенко на сцене Ровенского УАМДТ[4]

## Творчество

### Постановки спектаклей

#### Саратовский академический театр драмы
- 1974 — «Лисички» Лилиан Хелман (премьера 29 ноября)
- 1975 — «Месяц в деревне» Ивана Тургенева
- 1976 — «Пелагея и Алька» Фёдора Абрамова
- 1976 — «Святая святых» Иона Друцэ
- 1977 — «Диалоги» Диаса Валеева
- 1977 — «Ужасные родители» Жан Кокто (премьера 7 декабря)
- 1978 — «Мои надежды» Михаила Шатрова
- 1979 — «Пятый десяток» Александра Белинского
- 1979 — «Гекуба» Еврипида (премьера 29 июля)
- 1979 — «Пиргорой Винни-Пуха» Бориса Заходера
- 1980 — «Дядюшкин сон» Ф. М. Достоевского[2]
- 1980 — «Член правительства» Екатерины Виноградской
- 1981 — «Любовь — книга золотая» Алексея Толстого
- 1981 — «Мсье Амилькар, или Человек, который платит» Ива Жамиака
- 1981 — «Валенсианские безумцы» Лопе де Вега
- 1982 — «Картина» по одноимённому роману Даниила Гранина[5]
- 1982 — «Макбет» Шекспир (премьера 24 декабря)
- 1983 — «Ревизор» Н. В. Гоголя (премьера 30 августа)
- 1984 — «Последняя война» Геннадия Соловского
- 1984 — «Чудаки» Максим Горький (премьера 22 марта)
- 1984 — «Зойкина квартира» М. А. Булгакова (премьера 10 мая)
- 1984 — «Жили-были мать да дочь» Фёдора Абрамова (премьера 17 октября)
- 1984 — «Зинуля» Александра Гельмана
- 1984 — «Великолепный рогоносец» Фернана Кроммелинка (премьера 28 декабря)
- 1985 — «Тамада» Александра Галина
- 1985 — «Легенда об Искремасе» Юлия Дунского, Валерия Фрида и Александра Митты
- 1986 — «Оптимистическая трагедия» Всеволод Вишневский (премьера 11 января)
- 1986 — «Сказка про слонёнка» Давида Самойлова
- 1986 — «Мастер и Маргарита» М. А. Булгакова (премьера 22-23 ноября, спектакль шёл два вечера)
- 1987 — «14 красных избушек» А. Платонова (премьера 14 мая)
- 1987 — «Женский стол в охотничьем зале» Виктора Мережко
- 1988 — «Багровый остров» Михаил Булгаков (премьера 16 апреля)
- 1988 — «Огонёк в степи» Евгения Шорникова (премьера 1 июня)
- 1989 — «Фортуна» Марина Цветаева (премьера 11 февраля)
- 1989 — «Наш Декамерон» Эдварда Радзинского
- 1990 — «Чевенгур (Христос и мы)» Андрея Платонова (премьера 31 января)
- 1990 — «Молодость Людовика XIV» Александра Дюма
- 1991 — «Белая гвардия» Михаил Булгаков, (премьера 26 апреля)
- 1991 — «Путешествие дилетантов» Булата Окуджавы
- 1992 — «Додо» Клайв Пэтон (премьера 21 апреля)
- 1992 — «Торо» Клайв Пэтон (премьера осень)
- 1993 — «Виват, Виктор!» Роже Витрак
- 1993 — «Чайка» А. П. Чехова (премьера 10 ноября)
- 1993 — «Мёртвая обезьяна» Ника Дарка
- 1994 — «Собачий вальс» Леонида Андреева[2]
- 1994 — «Крематор» Ладислава Фукса
- 1994 — «Аркадия» Тома Стоппарда
- 1995 — «Тайбеле и её демон» Исаака Зингера
- 1995 — «Брат Чичиков» Нины Садур (премьера 21 сентября)
- 1995 — «Свадьба с незнакомцем» Юрия Мамлеева (премьера 15 декабря)
- 1996 — «Падение Рима» Иона Друцэ (премьера 19 апреля)
- 1996 — «Неугомонный дух» Ноэла Коуарда (премьера 26 октября)
- 1997 — «Король, дама, валет» Владимира Набокова, инсценировка А. И. Дзекуна (премьера 20 февраля)
- 1997 год «За зеркалом» Елены Греминой (премьера 30 мая)

#### МХАТ им. А. П. Чехова
- 1998 — «Интимное наблюдение» по пьесе А. Е. Строганова «Орнитология»[6]

#### Киевский национальный академический театр оперетты
- 2002 год мюзикл И.Поклада «Сон в рождественскую ночь» по Н. В. Гоголю

#### Черкасский музыкально-драматический театр имени Т. Шевченко
- 2004 — «Великий льох» (по произведениям Кобзаря)[7]
- 2006 — «Бес плоти» Валерия Шевчука[8]

#### Национальный академический драматический театр им. Ивана Франко
- «Брат Чичиков» Нины Садур по мотивам поэмы «Мертвые души» Николая Гоголя, перевод на украинский язык Ростислава Коломийца[9].

#### Ровенский областной академический украинский музыкально-драматический театр
- 2005 — «Берестечко» В.Неволова, О.Дзекун за Л.Костенко (премьера июль 2005 г.)
- 2006 — «Женщина из прошлого» Р.Шиммельпфеннига (премьера ноябрь 2006 г.)
- 2012 — «Ревизор» Н.Гоголя (премьера 25 октября 2012 г.)

#### Полтавский областной музыкально-драматический театр им. Н. В. Гоголя
- 2012 — «Соло для часов с боем» О. Заградника[10]